# Maléfique
Maléfique è un film del 2002 diretto da Éric Valette.
Pellicola horror francese il cui soggetto è tratto dal racconto Exit di François Cognard.

## Trama
Carrère è un imprenditore che finisce in prigione per appropriazione indebita. Condivide la cella con Marcus, un culturista che vuole diventare una donna, Pâquerette, un uomo mentalmente disabile, e Lassalle, un bibliotecario condannato per l'omicidio della moglie.
Carrère fatica a integrarsi nel gruppo perché è convinto che il rilascio su cauzione gli consentirà presto di ritornare dalla sua bella moglie. L'uomo soffre soprattutto nel dover lasciare il suo piccolo figlio che gli affida, per aiutarlo nell'"evasione", un action figure di Action Man che gli farà compagnia durante tutta la prigionia.
Un giorno, una pietra si stacca dal muro della cella, rivelando il nascondiglio di un vecchio manoscritto. Carrère inizia a leggerlo e scopre l'identità del suo autore, un uomo di nome Danvers, un serial killer imprigionato negli anni '20. Oltre ai dettagli autobiografici relativi all'assassino, in particolare la sua ossessiva fobia della senescenza, il libro contiene diverse formule che evocano la magia nera. Su insistenza di Pâquerette, Carrère pronuncia una delle formule presenti nel libro, scatenando strani fenomeni.
Durante la notte, Lassalle esamina di nascosto l'opera, poi recita una formula che incita Pâquerette ad avvicinarsi, in stato ipnotico, a una parete della cella. L'ex bibliotecario osserva mentre il muro inghiotte l'ultima falange di ogni dito dell'uomo debole di mente. La mattina dopo, Marcus incolpa Carrère dell'incidente e lo minaccia di rappresaglie se non guarirà le mutilazioni di Pâquerette attraverso il manoscritto.
Costretto a studiare il libro, l'ex dirigente d'azienda si offre di aiutare Marcus a fuggire usando una formula che dovrebbe avere questo effetto, ma senza risultato. Pâquerette afferra quindi il libro e ne divora alcune pagine. Poi inizia a levitare, le ossa delle braccia e delle gambe ruotano con le ossa che vanno in frantumi e la spina dorsale che si spezza in due. Devastato dalla morte del compagno di cella, verso il quale provava sentimenti quasi materni, Marcus getta il manoscritto dalla finestra nonostante le suppliche di Lassalle.
In seguito Carrère vede svanire le sue speranze di uscire di prigione quando viene a sapere che sua moglie, dopo aver assunto la gestione delle sue attività, non intende pagare la cauzione e anzi vorrebbe chiedere il divorzio. A poco a poco, poi, riesce ad avere la meglio su Marcus sfruttando le sue abilità gestionali trafficando con sigarette, medicinali e altri beni clandestini.
Giunge quindi un nuovo prigioniero di nome Hippolyte Picus. Si distingue per il suo comportamento eccentrico: registra costantemente le azioni dei suoi compagni con una videocamera che lui chiama "il suo terzo occhio". Una mattina Picus scompare lasciando ai tre la sua videocamera e il famoso manoscritto. Quando viene chiesta notizia ad una guardia riguardo l'ultimo arrivato, questa risponde con disprezzo che nessun detenuto è stato incarcerato dopo la morte di Pâquerette. Carrère, Lassalle e Marcus guardano poi l'ultimo filmato registrato dalla videocamera, distinguendo l'immagine granulosa di Picus che legge una formula dal libro prima di scomparire attraverso un portale luminoso.
Riproducendo lo stesso incantesimo, i tre prigionieri, a loro volta, attraversano un portale ma si ritrovano in una cella murata, verosimilmente la stessa che Danvers occupava negli anni '20. Nuove pagine appaiono poi nel libro, portando Lassalle a compiere un rituale che presumibilmente coinvolge un uomo e una donna. Per rispettare l'essenza della cerimonia, Lassalle castra Marcus, che muore dissanguato. Lassalle rivela poi a Carrère che il libro non consente di evadere, ma di realizzare il desiderio più caro. Un flashback mostra Danvers che desiderava ardentemente ringiovanire, e in forza di questo tornò giovane, poi bambino e infine feto, prima di disintegrarsi. Lassalle, desideroso di acquisire conoscenza, inala tutto il contenuto del libro e muore. Carrère sussurra che vorrebbe solo rivedere suo figlio e istantaneamente gli si sigillano le palbebre.
La moglie e il figlio di Carrère si recano quindi al penitenziario per recuperare gli effetti personali dell'uomo d'affari scomparso. Il figlio recupera così il pupazzo di Action Man, che, preso in mano dal bambino, apre gli occhi e lo guarda con sguardo umano.

## Riconoscimenti
- Festival internazionale del film fantastico di Gérardmer 2003
  - Premio della giuria
- Festival del film di Avignone 2003
  - Prix Vision per la miglior fotografia a Bruno Delbonnel
- Fantasia International Film Festival 2003
  - Medaglia di bronzo come "Miglior film internazionale"